# Armata
Tổ hợp Chiến đấu Đa năng "Armata" (tiếng Nga: Армата) là một hệ thống xe bệ bánh xích quân sự hạng nặng mô-đun thế hệ tiếp theo tiên tiến của Nga. Hệ thống xe bệ này là cơ sở để lắp ráp thành các loại xe tăng chiến đấu chủ lực (MBT), xe chiến đấu bộ binh (BMP) hạng nặng, xe chiến đấu hỗ trợ tăng (BMPT), pháo tự hành hạng nặng và các dòng thiết giáp hạng nặng khác. Những mô hình đầu tiên của chúng được giới thiệu lần đầu trong Triển lãm Russia Arms EXPO năm 2013. Người Nga đã cho chúng xuất hiện trước công chúng trong lễ Ngày chiến thắng của Nga năm 2015 và sẽ được đưa vào trang bị trong Lục quân Nga năm 2019.